# (3552) Don Quixote
3552 Don Quixote 
és un petit asteroide d'Amor, en l'encreuament de Mart i l'encreuament de Júpiter. Té una òrbita molt inclinada, i fa al voltant de 19 km de diàmetre. El seu període de rotació és de 7,7 hores. Va ser descobert el 1983 per Paul Wild, i porta el nom del cavaller còmic que és l'heroi epònim de la novel·la de Cervantes El Quixot (1605).
Se sospita que Don Quixote podria ser un cometa extint.
Don Quixote freqüentment és pertorbat per Júpiter.
L'activitat cometària va ser detectada pel telescopi espacial Spitzer a 4,5 um a causa de l'emissió de CO₂.